# Blown Away (singolo)
Blown Away è un singolo della cantante statunitense Carrie Underwood, pubblicato nel 2012, e parte dell'omonimo album.

## Il brano
Il brano è stato scritto da Chris Tompkins e Josh Kear e prodotto da Mark Bright.
Si tratta del secondo singolo estratto dal quarto album della cantante, intitolato proprio Blown Away.

## Il video
Il video musicale della canzone è stato diretto da Randee St. Nicholas.

## Tracce
1. Blown Away – 4:00